# Özönvíz (film, 2003)
Az Özönvíz (eredeti cím: La prophétie des grenouilles) 2003-ban bemutatott francia 2D-s számítógépes animációs film, amelynek rendezője és producere Jacques-Rémy Girerd. A forgatókönyvet Jacques-Rémy Girerd, Antoine Lanciaux és Iouri Tcherenkov írta, a zenéjét Serge Besset szerezte. A mozifilm a Folimage gyártásában készült, a Bac Films forgalmazásában jelent meg.
Franciaországban 2003. május 15-én, Magyarországon 2004. december 16-án mutatták be a mozikban.

## Szereplők
| Szereplő                | Eredeti hang                 | Magyar hang      |
| ----------------------- | ---------------------------- | ---------------- |
| Ferdinand               | Michel Piccoli               | Konrád Antal     |
| Tom                     | Kevin Hervé                  | Morvay Gábor     |
| Lili                    | Coline Girerd                | Ungvári Zsófi    |
| Juliette                | Laurentine Milebo            | Győry Franciska  |
| Teknős                  | Anouk Grinberg               | Zakariás Éva     |
| Roger, az elefántbika   | Michel Galabru               | Gruber Hugó      |
| Denise, az elefánttehén | Annie Girardot               | Némedi Mari      |
| Oroszlán                | Jacques Higelin              | Barbinek Péter   |
| Róka                    | Bernard Bouillon             | Pálfai Péter     |
| Farkas                  | Romain Bouteille             | Albert Péter     |
| Tigris                  | Jean-Pierre Yvars            | Garai Róbert     |
| Medve                   | Jacques Kessler              | Harmath Imre     |
| Meteorológus            | Jacques Kessler              | Kossuth Gábor    |
| René Lamotte            | Luis Rego                    | Katona Zoltán    |
| Madame Lamotte          | Manuela Gourary              | F. Nagy Erika    |
| Főbéka                  | Liliane Rovère               | Halász Aranka    |
| Zsiráf                  | Pierre-François Martin-Laval | Simorjay Emese   |
| Tehén                   | Line Wible                   | Vennes Emmy      |
| Kecske                  | Georgia Lachat               | Gruiz Anikó      |
| Malacok                 | Jacques Ramade               | Orosz Anna       |
| Bernard, a kandúr       | Patrick Eveno                | Lippai László    |
| Nőstény macska          | Françoise Monneret           | Román Judit      |
| Ló                      | Gilles Morel                 | Galbenisz Tomasz |
| Krokodilok              | Gilles Morel                 | Bácskai János    |

További magyar hangok: Agócs Judit, Antal Olga, Bognár Gyöngyvér, Bókai Mária, Juhász György, Keönch Anna, Kerekes Andrea, Kiss Anikó, Koffler Gizi, Orgován Emese, Szabó Gertrúd, Szűcs Kinga, Téglás Judit

## Televíziós megjelenések
Duna TV, M1 